# 18163 Jennalewis
18163 Jennalewis este un asteroid din centura principală de asteroizi.

## Descriere
18163 Jennalewis este un asteroid din centura principală de asteroizi. A fost descoperit pe 1 august 2000 la Socorro, New Mexico, în cadrul proiectului LINEAR. Asteroidul prezintă o orbită caracterizată de o semiaxă mare de 2,38 ua, o excentricitate de 0,14 și o înclinație de 5,2° în raport cu ecliptica.